# Eugène Fournière
Eugène Fournière, né le 31 mai 1857 à Paris et mort le 4 janvier 1914 à Arcueil, est un écrivain français et homme politique socialiste.

## Biographie
Eugène Fournière fut tout d'abord disciple de Jules Guesde. Il s'engage ensuite aux côtés de Benoit Malon, de Gustave Rouanet dans la voie d'un socialisme réformiste. Il s'interroge sur le lien entre l'individu et la société. Il écrit:
« la liberté ne peut pas être individuelle sans être collective, elle ne peut pas être collective sans être individuelle[réf. souhaitée] ». Sa pensée évoluera encore et il envisagera une certaine dissolution de l'État au profit d'un « auto-gouvernement des citoyens associés[réf. souhaitée] » rompant ainsi définitivement avec le collectivisme guesdien.
Il a participé à la rédaction de l'Histoire socialiste 1789-1900, sous la direction de Jean Jaurès (éditions Rouff), et a traité l'époque de Louis-Philippe. 
Il était adhérent de la Ligue Internationale pour l'Éducation Rationnelle de l'Enfance fondée en 1907 par Francisco Ferrer, président et dont Anatole France était président d'honneur.
De 1906 à 1914 il maître de conférences en économie sociale à l'École polytechnique,.

## Publications
- Lettre d'un travailleur à Monsieur le Président de la République, Derveaux (Paris), 1881
- Jean Mistral. L'homme aux soixante millions n'est pas fou. Preuves et documents recueillis par E. Fournière. Précédés d'une pétition aux Chambres par P. Fournier, Kéva, 1885 - 40 p.
- L'Ame de demain, A. Lemerre, 1895 - 198 p.
- L'idéalisme social, Édition F. Alcan, Paris, 1898
- Les moyens pratiques du socialisme, Bibliothèque ouvrière socialiste, 1900
- Chez nos petits-fils, E. Fasquelle, Paris, 1900
- Essai sur l'individualisme, Paris, Félix Alcan, coll. «Bibliothèque de philosophie contemporaine», 1901, réédité avec une introduction et une postface de Philippe Chanial, Editions Le Bord de l'eau, Latresne, collection "Bibliothèque républicaine", 2009.
- L'artifice nationaliste, E. Fasquelle, Paris, 1903
- Les théories socialistes au XIXe siècle, de Babeuf à Proudhon,  Paris, Félix Alcan, coll. «Bibliothèque de philosophie contemporaine», 1904
- La Législation du travail, conférences faites à l'École polytechnique, H. Charles-Lavauzelle, 1905 - 120 p.
- Ouvriers et patrons, Bibliothèque Charpentier, 1905 - 403 p.
- L'individu, l'association et l'état, F. Alcan, 1907 - 260 p.
- La crise socialiste, E. Fasquelle, 1908 - 381 p.
- La sociocratie: essai de politique positive, V. Giard & E. Brière, 1910 - 220 p.
- L'unité coopérative, M. Rivière et cie, 1910 - 80 p.